# Número de Graetz
En mecánica de fluidos, el Número de Graetz (Gz) es un número adimensional que caracteriza el flujo laminar en un conducto.

## Etimología
El Número de Graetz se llama así en honor al físico Leo Graetz.

## Descripción

### Simbología
| Símbolo                        | Nombre | Unidad     |
| ------------------------------ | --- | ---------- |
| {\displaystyle \mathrm {Gz} }  | Número de Graetz                                                                                                   |            |
| {\displaystyle \mathrm {Gz'} } | Número de Graetz para transferencia de masa                                                                        |            |
| {\displaystyle \mathrm {Pr} }  | Número de Prandtl                                                                                                  |            |
| {\displaystyle \mathrm {Re} }  | Número de Reynolds                                                                                                 |            |
| {\displaystyle \mathrm {Sc} }  | Número de Schmidt                                                                                                  |            |
| {\displaystyle d}              | Diámetro interno en tubos de sección circular o Diámetro hidráulico en conductos de sección transversal arbitraria | m          |
| {\displaystyle L}              | Longitud | m          |
| {\displaystyle u}              | Velocidad | m / s      |
| {\displaystyle {\dot {m}}}     | Flujo másico | kg / s     |
| {\displaystyle \rho }          | Densidad | kg / m3    |
| {\displaystyle \mu }           | Viscosidad dinámica                                                                                                | Pa s       |
| {\displaystyle \nu }           | Viscosidad cinemática                                                                                              | m2 / s     |
| {\displaystyle D}              | Difusividad | m2 / s     |
| {\displaystyle \alpha }        | Difusividad térmica                                                                                                | m2 / s     |
| {\displaystyle c_{p}}          | Calor específico a presión constante                                                                               | J / (kg K) |
| {\displaystyle k}              | Conductividad térmica                                                                                              | W / (m K)  |

### Número de Graetz
Se define como:
{\displaystyle \mathrm {Gz} ={\frac {\text{Almacenamiento de calor}}{\text{Conducción de calor}}}}
|                                                                          | 1 |
| ------------------------------------------------------------------------ | --- |
| Ecuaciones                                                               | {\displaystyle \mathrm {Gz} ={\frac {{\dot {m}}\ c_{p}\ \Delta T}{k\ \Delta T\ (d^{2}/L)}}}                           |
| Simplificando                                                            | {\displaystyle \mathrm {Gz} ={\frac {{\dot {m}}\ c_{p}}{k\ (d^{2}/L)}}}                                               |
| Multiplicando {\displaystyle {\Bigl (}{\frac {d\ L}{d\ L}}{\Bigr )}^{2}} | {\displaystyle \mathrm {Gz} ={\Bigl (}{\frac {d\ L}{d\ L}}{\Bigr )}^{2}{\frac {{\dot {m}}\ c_{p}}{k\ (d^{2}/L)}}}     |
| Simplificando                                                            | {\displaystyle \mathrm {Gz} ={\Bigl (}{\frac {L}{d}}{\Bigr )}^{2}{\Bigl (}{\frac {{\dot {m}}\ c_{p}}{k\ L}}{\Bigr )}} |

{\displaystyle \mathrm {Gz} ={\Bigl (}{\frac {L}{d}}{\Bigr )}^{2}{\Bigl (}{\frac {{\dot {m}}\ c_{p}}{k\ L}}{\Bigr )}}
|                                                                      | 1 | 2 | 3 | 4                                                                         | 5                                                                         |
| -------------------------------------------------------------------- | --- | --- | --- | ------------------------------------------------------------------------- | ------------------------------------------------------------------------- |
| Ecuaciones                                                           | {\displaystyle \mathrm {Gz} ={\frac {{\dot {m}}\ c_{p}}{k\ L}}}                                                             | {\displaystyle k=\alpha \ \rho \ c_{p}}                                                                                     | {\displaystyle {\dot {m}}=\rho \ u\ d^{2}}                                                                                  | {\displaystyle \mathrm {Re} ={\frac {u\ d}{\nu }}}                        | {\displaystyle \mathrm {Pr} ={\frac {\nu }{\alpha }}}                     |
| Sustituyendo                                                         | {\displaystyle \mathrm {Gz} ={\frac {(\rho \ u\ d^{2})\ c_{p}}{(\alpha \ \rho \ c_{p})\ L}}}                                | {\displaystyle \mathrm {Gz} ={\frac {(\rho \ u\ d^{2})\ c_{p}}{(\alpha \ \rho \ c_{p})\ L}}}                                | {\displaystyle \mathrm {Gz} ={\frac {(\rho \ u\ d^{2})\ c_{p}}{(\alpha \ \rho \ c_{p})\ L}}}                                |                                                                           |                                                                           |
| Simplificando                                                        | {\displaystyle \mathrm {Gz} ={\frac {u\ d^{2}}{\alpha \ L}}}                                                                | {\displaystyle \mathrm {Gz} ={\frac {u\ d^{2}}{\alpha \ L}}}                                                                | {\displaystyle \mathrm {Gz} ={\frac {u\ d^{2}}{\alpha \ L}}}                                                                |                                                                           |                                                                           |
| Multiplicando {\displaystyle {\Bigl (}{\frac {\nu }{\nu }}{\Bigr )}} | {\displaystyle \mathrm {Gz} ={\frac {u\ d^{2}}{\alpha \ L}}{\Bigl (}{\frac {\nu }{\nu }}{\Bigr )}}                          | {\displaystyle \mathrm {Gz} ={\frac {u\ d^{2}}{\alpha \ L}}{\Bigl (}{\frac {\nu }{\nu }}{\Bigr )}}                          | {\displaystyle \mathrm {Gz} ={\frac {u\ d^{2}}{\alpha \ L}}{\Bigl (}{\frac {\nu }{\nu }}{\Bigr )}}                          |                                                                           |                                                                           |
| Ordenando                                                            | {\displaystyle \mathrm {Gz} ={\frac {d}{L}}{\Bigl (}{\frac {u\ d}{\nu }}{\Bigr )}{\Bigl (}{\frac {\nu }{\alpha }}{\Bigr )}} | {\displaystyle \mathrm {Gz} ={\frac {d}{L}}{\Bigl (}{\frac {u\ d}{\nu }}{\Bigr )}{\Bigl (}{\frac {\nu }{\alpha }}{\Bigr )}} | {\displaystyle \mathrm {Gz} ={\frac {d}{L}}{\Bigl (}{\frac {u\ d}{\nu }}{\Bigr )}{\Bigl (}{\frac {\nu }{\alpha }}{\Bigr )}} |                                                                           |                                                                           |
| Sustituyendo                                                         | {\displaystyle \mathrm {Gz} ={\cfrac {d}{L}}\mathrm {Re} \ \mathrm {Pr} }                                                   | {\displaystyle \mathrm {Gz} ={\cfrac {d}{L}}\mathrm {Re} \ \mathrm {Pr} }                                                   | {\displaystyle \mathrm {Gz} ={\cfrac {d}{L}}\mathrm {Re} \ \mathrm {Pr} }                                                   | {\displaystyle \mathrm {Gz} ={\cfrac {d}{L}}\mathrm {Re} \ \mathrm {Pr} } | {\displaystyle \mathrm {Gz} ={\cfrac {d}{L}}\mathrm {Re} \ \mathrm {Pr} } |

{\displaystyle \mathrm {Gz} ={\cfrac {d}{L}}\mathrm {Re} \ \mathrm {Pr} }

### Número de Graetz para transferencia de masa
Se define como:
{\displaystyle \mathrm {Gz'} ={\frac {\dot {m}}{\rho \ D\ L}}}
Cuando se utiliza en cálculos de transferencia de masa, el número de Prandtl se substituye por el número de Schmidt (Sc) que expresa el cociente entre la difusividad de momento y de masa.
|                                                                      | 1 | 2 | 3 | 4                                                                         | 5                                                                         |
| -------------------------------------------------------------------- | --- | --- | --- | ------------------------------------------------------------------------- | ------------------------------------------------------------------------- |
| Ecuaciones                                                           | {\displaystyle \mathrm {Gz'} ={\frac {\dot {m}}{\rho \ D\ L}}}                                                                   | {\displaystyle {\dot {m}}=\rho \ u\ d^{2}}                                                                                       | {\displaystyle \nu =\mu \ \rho }                                                                                       | {\displaystyle \mathrm {Re} ={\frac {u\ d}{\nu }}}                        | {\displaystyle \mathrm {Sc} ={\frac {\nu }{D}}}                           |
| Sustituyendo                                                         | {\displaystyle \mathrm {Gz'} ={\frac {(\rho \ u\ d^{2})}{\rho \ D\ L}}}                                                          | {\displaystyle \mathrm {Gz'} ={\frac {(\rho \ u\ d^{2})}{\rho \ D\ L}}}                                                          | |                                                                           |                                                                           |
| Multiplicando {\displaystyle {\Bigl (}{\frac {\mu }{\mu }}{\Bigr )}} | {\displaystyle \mathrm {Gz'} ={\frac {\rho \ u\ d^{2}}{\rho \ D\ L}}{\Bigl (}{\frac {\mu }{\mu }}{\Bigr )}}                      | {\displaystyle \mathrm {Gz'} ={\frac {\rho \ u\ d^{2}}{\rho \ D\ L}}{\Bigl (}{\frac {\mu }{\mu }}{\Bigr )}}                      | |                                                                           |                                                                           |
| Ordenando                                                            | {\displaystyle \mathrm {Gz'} ={\frac {d}{L}}{\Bigl (}{\frac {u\ d}{\mu \rho }}{\Bigr )}{\Bigl (}{\frac {\mu \rho }{D}}{\Bigr )}} | {\displaystyle \mathrm {Gz'} ={\frac {d}{L}}{\Bigl (}{\frac {u\ d}{\mu \rho }}{\Bigr )}{\Bigl (}{\frac {\mu \rho }{D}}{\Bigr )}} | |                                                                           |                                                                           |
| Sustiuyendo                                                          | {\displaystyle \mathrm {Gz'} ={\frac {d}{L}}{\Bigl (}{\frac {u\ d}{\nu }}{\Bigr )}{\Bigl (}{\frac {\nu }{D}}{\Bigr )}}           | {\displaystyle \mathrm {Gz'} ={\frac {d}{L}}{\Bigl (}{\frac {u\ d}{\nu }}{\Bigr )}{\Bigl (}{\frac {\nu }{D}}{\Bigr )}}           | {\displaystyle \mathrm {Gz'} ={\frac {d}{L}}{\Bigl (}{\frac {u\ d}{\nu }}{\Bigr )}{\Bigl (}{\frac {\nu }{D}}{\Bigr )}} |                                                                           |                                                                           |
| Sustituyendo                                                         | {\displaystyle \mathrm {Gz'} ={\frac {d}{L}}\mathrm {Re} \ \mathrm {Sc} }                                                        | {\displaystyle \mathrm {Gz'} ={\frac {d}{L}}\mathrm {Re} \ \mathrm {Sc} }                                                        | {\displaystyle \mathrm {Gz'} ={\frac {d}{L}}\mathrm {Re} \ \mathrm {Sc} }                                              | {\displaystyle \mathrm {Gz'} ={\frac {d}{L}}\mathrm {Re} \ \mathrm {Sc} } | {\displaystyle \mathrm {Gz'} ={\frac {d}{L}}\mathrm {Re} \ \mathrm {Sc} } |

{\displaystyle \mathrm {Gz'} ={\frac {d}{L}}\mathrm {Re} \,\mathrm {Sc} }
- Datos: Q903886